# Eskadrila transportnih helikoptera 93. ZB
Eskadrila transportnih helikoptera postrojba je Hrvatskog ratnog zrakoplovstva, ustrojena u sastavu 93. zrakoplovne baze Zadar. Eskadrila je smještena na letjelištu Divulje.

## Zadaće
Uz vojne, najvažnije zadaće Eskadrile transportnih helikoptera u mirnodobskim uvjetima su medicinski letovi, traganje i spašavanje na kopnu i moru, gašenje požara i nadzor ZERP-a. U akcijama traganja i spašavanja na kopnu, najčešće u planinskim krajevima, sudjeluju s Gorskom službom spašavanja, na moru surađuju s Obalnom stražom, medicinske letove obavljaju na temelju dojave Državne uprave za zaštitu i spašavanje, a protupožarne aktivnosti u sklopu Operativnog vatrogasnog zapovjedništva OSRH-a. 
Eskadrila svake godine samostalno provodi i preobuku pilota za helikoptere Mi-8T i Mi8-MTV.
Pripadnici Eskadrile (Satnija održavanja) sami provode zadaće redovitog održavanja helikoptera u I. stupnju.

## Flota
U sastavu flote nalazi se 11 helikoptera Mi-8 MTV-1,Mi-8T.